# Raúl Astor
Raúl Astor (Buenos Aires, 10. siječnja 1925. – Buenos Aires, 22. lipnja 1995.) – rođen kao Raúl Ignacio Spangenberg Parera – bio je argentinsko-meksički redatelj, glumac, scenarist i producent te muž glumice Chele Castro.

## Filmografija
| Producent, glumac, redatelj i scenarist | Producent, glumac, redatelj i scenarist | Producent, glumac, redatelj i scenarist | Producent, glumac, redatelj i scenarist | Producent, glumac, redatelj i scenarist |
| Godina                                  | Naziv                                   | Uloga                                   | Bilješka                                |                                         |
| --------------------------------------- | --------------------------------------- | --------------------------------------- | --------------------------------------- | --------------------------------------- |
| 1954.                                   | El calavera                             |                                         |                                         |                                         |
| 1960.                                   | Donde comienza la tristeza              |                                         | Producent                               |                                         |
| 1960.                                   | Pecado mortal                           |                                         | Producent                               |                                         |
| 1960.                                   | Pecado mortal                           | Redatelj                                |                                         |                                         |
| 1960.                                   | Pensión de mujeres                      |                                         | Scenarist                               |                                         |
| 1960.                                   | María Guadalupe                         |                                         | Scenarist                               |                                         |
| 1960.                                   | María Guadalupe                         | Redatelj                                |                                         |                                         |
| 1960.                                   | El hombre de oro                        |                                         | Scenarist                               |                                         |
| 1960.                                   | La ambiciosa                            |                                         | Redatelj                                |                                         |
| 1965.                                   | Perdóname mi vida                       | Perales                                 | Telenovela                              |                                         |
| 1966.                                   | Amor a ritmo de go go                   | Don Guillermo                           | Telenovela                              |                                         |
| 1967.                                   | Mujeres, mujeres, mujeres               |                                         | U epizodi El trikini colorado           |                                         |
| 1967.                                   | Cómo pescar marido                      | Duarte                                  | Telenovela                              |                                         |
| 1968.                                   | Simplemente vivir                       |                                         | Redatelj                                |                                         |
| 1969.                                   | De turno con la angustia                |                                         | Producent                               |                                         |
| 1969.                                   | De turno con la angustia                | Scenarist                               |                                         |                                         |
| 1969.                                   | Concierto de almas                      |                                         | Producent                               |                                         |
| 1969.                                   | Las fieras                              | Don Lorenzo del Valle                   | Telenovela                              |                                         |
| 1970.                                   | Simplemente vivir                       |                                         | Scenarist                               |                                         |
| 1970.                                   | La cosquilla                            |                                         | Telenovela                              |                                         |
| 1972.                                   | Me llaman Martina Sola                  |                                         | Producent                               |                                         |
| 1974.                                   | Fe, esperanza y caridad                 | Don Sandro                              | Telenovela                              |                                         |
| 1978.                                   | Sábado loco, loco                       |                                         | Telenovela                              |                                         |
| 1982.                                   | No empujen                              |                                         | Telenovela                              |                                         |
| 1994.                                   | El día que me quieras                   |                                         | Scenarist                               |                                         |